# Берёзовка (Немский район)
Берёзовка — посёлок в составе Немского района Кировской области России.

## География
Находится у северо-западной окраины районного центра посёлка Нема.

## История
Посёлок был образован 9 декабря 1955 года. 
До 2021 года входил в Немское городское поселение Немского района.

## Население
| 2010 |
| ---- |
| 39   |

В 1989 году насчитывалось 59 жителей.
Постоянное население составляло 52 человека (русские 86 %) в 2002 году, 39 в 2010.

## Инфраструктура
Личное подсобное хозяйство с зоной сельскохозяйственного использования, индивидуальная застройка усадебного типа.